# 23064 Метмілер
23064 Метмілер (23064 Mattmiller) — астероїд головного поясу, відкритий 7 грудня 1999 року.
Тіссеранів параметр щодо Юпітера — 3,232.